# 10008 Raisanyo
10008 Raisanyo (Provisorisk beteckning: 1977 DT2) är en asteroid i asteroidbältet, upptäckt 18 februari 1977 av de båda japanska astronomerna Hiroki Kosai och Kiichirō Furukawa  vid Kiso-observatoriet, Japan. Asteroiden har fått sitt namn efter den konfucianska akademikern Rai Sanyo från Japan.